# Gustav Arnold (Jurist)
Gustav Arnold (* 18. November 1866 in Emmendingen; † 20. Januar 1937) war ein deutscher Verwaltungsbeamter.

## Leben
Arnold war Sohn eines Postbaurats. Nach einem Jurastudium trat er 1892 in die Innenverwaltung in Baden ein und war zunächst als Amtmann, später als Oberamtmann in Lahr, Karlsruhe, Stockach, Wertheim und Villingen tätig. 1908 wurde er Vortragender Rat (Ministerialrat) im badischen Innenministerium, wo er die Landwirtschaftsabteilung leitete. 1911 wurde er zugleich stellvertretendes ständiges Mitglied im Landesversicherungsamt und Mitglied des Verwaltungsrats der badischen Gebäudebrandversicherungsanstalt. 1914 wurde er zum Geheimen Oberregierungsrat ernannt, 1919 Ministerialdirektor im Innenministerium. In der Weimarer Republik gehörte Arnold der DDP an. 1921 wurde er Präsident der Gebäudebrandversicherungsanstalt. 1931 trat er in den Ruhestand.